# Chirkunda
Chirkunda é um cidade no distrito de Dhanbad, no estado indiano de Jharkhand.

## Demografia
Segundo o censo de 2001, Chirkunda tinha uma população de 39 121 habitantes. Os indivíduos do sexo masculino constituem 53% da população e os do sexo feminino 47%. Chirkunda tem uma taxa de literacia de 64%, superior à média nacional de 59,5%; a literacia no sexo masculino é de 71% e no sexo feminino é de 56%. 14% da população está abaixo dos 6 anos de idade.